# 단 이쿠마
단 이쿠마(團伊玖磨)는 일본의 작곡가, 에세이스트이다. 일본을 대표하는 클래식 음악 작곡가 중 한 명으로서 작곡가로서는 오페라, 교향곡, 가곡 등 이른바 클래식 음악 외 동요, 영화 음악, 방송 음악 등 폭넓은 장르를 접했다.
남작 단 이노의 아들로 태어났다. 조부는 자작 단 다쿠마. 자식은 장남 나오키, 차남 노리히코. 손녀는 하루카이다.